# Palaiargia obiensis
Palaiargia obiensis – gatunek ważki z rodziny pióronogowatych (Platycnemididae). Jest znany tylko z holotypu, którym jest samiec odłowiony w 1953 roku na wyspie Obi w archipelagu Moluków.